# 시노하라 켄타
시노하라 켄타(일본어: 篠原 健太 시노하라 겐타[*], 1974년 1월 9일 -)는 지바현 출신의 만화가다. 혈액형은 A형이다. 대표작은 SKET DANCE이다. 일명 SHINTAROH NAKAE (나카에 신타로). 기혼이다. 치바현 출신의 만화가이다. 혈액형은 A형이다. 대표작은 SKET DANCE이며, 일명 SHINTAROH NAKAE (나카에 신타로)이다. 기혼자이다.
애니메이션 작가 시노하라 켄타와는 동성 동명의 다른 사람이다.

## 경력
- 2005년 -『 아카 마루 점프 』 WINTER호 게재의 "래서 팬더, 인형 쇼"에서 데뷔.
- 2006년 - 「아카마루 점프」WINTER호, 「주간 소년 점프」39호에 「SKET DANCE」를 게재.
- 2007년 - 「주간 소년 점프」 33호부터 「SKET DANCE」를 연재 개시.
- 2010년 - 「SKET DANCE」 제55회(2009년도) 쇼가쿠칸 만화상 소년 부문 수상
- 2011년 - 「SKET DANCE」 TV 애니메이션화
- 2012년 - The Sketchbook의 1번째 오리지널 앨범 「Sketchbook」의 수록곡 「워터 컬러」 작사 제공
- 2013년 - 「SKET DANCE」 연재 종료
- 2015년 - 「배틀 스피리츠 버닝소울」 캐릭터 디자인(원안) 담당
- 2016년 - 「소년 점프+」23호에서 「저 너머의 아스트라」를 연재 개시
- 2017년 - 「저 너머의 아스트라」연재 종료.
- 2019년 - 「저 너머의 아스트라」로 제12회 만화대상 수상[5]
- 2021년 - 주간 소년 점프 10호부터 위치 워치를 연재 시작[6]

## 인물
미술대학 출신이다. 학원도 다녔다고 만화대상 2020 시상식에서 말했다.
만화가가 되기 전에 샐러리맨의 경험이 있어, 탈샐러리맨하여, 약 2년만에 데뷔에 이르게 되었다.
신인 소개 페이지 등에서 취미·특기를 물으면 대부분 자는 것에 대해 대답하고 있었다 (낮잠·후테잠·선잠 등).
좋아하는 만화가로는 후지코 F. 후지오, 토리야마 아키라, 이노우에 타케히코를 꼽았고, 좋아하는 만화로는 'SLAM DUNK', '허니와 클로버', 후지코·F·후지오의 단편 만화를 꼽고 있다.
과거 소라치 히데아키의 어시스턴트를 맡고 있었지만, 그 당시의 필명은 「SHINTAROHNAKAE(나카에 신타로)」였다. 덧붙여서 이것은 「KENTA SHINOHARA」의 아나그램으로 되어 있다. 또한 스승으로서 공지를 들고 있다.
'SKET DANCE' 내에 스스로를 모델로 한 만화가 히노하라 엔타라는 캐릭터를 등장시켰다. 덧붙여서 이것은 「SHINOHARA KENTA」에서 머리글자를 제외한 네이밍으로 되어 있다.「SKET DANCE」에서는, 1화의 작품에 각각의 생각이 있어, 단행본에서 「SELF LINER NOTES」라고 하는 형태로 생각이나 의도등을 이야기하고 있다.
록 밴드 the pillows 팬임을 공언하고 있으며, 작중에서 그들의 대표곡 'Funny Bunny'를 주인공들이 연주하고 가사를 전문으로 사용하거나, 부제로 어나더 모닝의 가사 한 구절을 이용하기도 한다. 후에 그것을 계기로, 「SKET DANCE」6권의 판촉대에 보컬·야마나카 사와오가 코멘트를 보내거나 the pillows 결성 20주년 기념의 일환으로 한, 「Funny Bunny(Rock Stock Version)」(베스트 앨범 「Rock stock & toosmoking the pillows」수록곡으로, TSUTAYA에서 무료 대여된 싱글)의 재킷 일러스트를 시노하라가 다루는 등의 교류가 계속 되고 있다.2010년 9월 3일 발매된 「SKET DANCE」15권으로, 결혼을 발표했다.

## 작품
- 레서팬더 퍼펫쇼 (<아카마루 점프> 2005년 WINTER호) - 데뷔작
- SKET DANCE(아카마루판/본지 독절판/연재판)
- the pillows 『Funny Bunny (Rock Stock Version)』 (avex trax, AVCS-12895, 2009년 5월 20일 발매) 자켓 일러스트레이션 - TSUTAYA 렌탈 전용 비매품[9]
- 긴급발진! LIVE맨 (점프 LIVE 2호 공지 만화, 총 4회)
- 영구 불멸 데빌 포인트 (주간 소년 점프 2014년 18호)
- 배틀 스피리츠 버닝소울 - 캐릭터 디자인
- 저 너머의 아스트라 (<소년 점프+>2016년 5월 9일-2017년 12월 30일)
- 위치 워치 (<주간 소년 점프> 2021년 10호 - 연재중)

## 관련 인물

### 만화가
- 소라치 히데아키 - 스승.
- 야부키 켄타로 - 처남(아내끼리 자매)[10]

### 담당 편집
- 카와시마 나오키 : 2003년-2008년 11월[11]
- 김성규:2008년 11월 - 2010년[12]
- 카와시마 나오키 : 2010년-2012년[13]
- 오노데라 히로지: 2012년 - 2013년[14]

## 악곡 제공
- The Sketchbook
  - 워터 컬러 (작사)
- 사야와 유쾌한 음악집
  - 다릉다릉 체조 (작사)
  - 빼빼로 캔디!~ 한번 먹으면 멈추지 않아~ (작사)
  - 점점 ○○ 마시멜로 ○○☆☆ (작사)

## 출연
- 샌드위치맨 주간 라디오 점프（2017년 12월 2일・9일, TBS 라디오） - 게스트 출연[15]
- 만화 라디오（2021년 12월 5일[16] - 2021년 12월 26일, 일본 방송의 Podcast、전 4회[16]） - 게스트 출연